# Supercopa de la UEFA 2024
La Supercopa de la UEFA 2024 fue un partido de fútbol disputado en el Estadio Nacional de Varsovia, Polonia, el 14 de agosto de 2024. Fue la 49.ª edición de esta competición. Se enfrentaron el Real Madrid, de España, como campeón de la Liga de Campeones de la UEFA 2023-2024, y el Atalanta, de Italia, como campeón de la Liga Europa de la UEFA 2023-24.
El Real Madrid ganó el partido por 2 a 0. Logró así su sexto título de Supercopa de la UEFA y se convirtió en el club más laureado de este torneo.

## Equipos participantes
En negrita, ediciones donde el equipo resultó ganador.
| Equipo            | Vía de clasificación                               | Participaciones previas |
| ----------------- | -------------------------------------------------- | ----------------------- |
| Real Madrid C. F. | Campeón de la Liga de Campeones de la UEFA 2023-24 | 8                       |
| Atalanta B. C.    | Campeón de la Liga Europa de la UEFA 2023-24       | Debutante               |

## Lugar
El Estadio Nacional de Varsovia, en Polonia, fue seleccionado para albergar el partido en la reunión del Comité Ejecutivo de la UEFA en Limassol (Chipre) el 26 de septiembre de 2023. Este recinto fue construido para la Eurocopa 2012, que organizaron Polonia y Ucrania, y albergó tres partidos del Grupo A con la selección polaca como coanfitriona, el encuentro de cuartos de final entre Portugal y la República Checa y la semifinal entre Alemania e Italia. También acogió la final de la Liga Europa de la UEFA de 2015 entre el Sevilla español y el Dnipro ucraniano. Es la sede habitual de los partidos como local de la selección de fútbol de Polonia.

## Final
| 1     | Guardameta     | Thibaut Courtois    |     |
| 2     | Defensa        | Dani Carvajal       | 89' |
| 3     | Defensa        | Éder Militão        |     |
| 22    | Defensa        | Antonio Rüdiger     |     |
| 23    | Defensa        | Ferland Mendy       |     |
| 8     | Centrocampista | Federico Valverde   |     |
| 14    | Centrocampista | Aurélien Tchouaméni |     |
| 11    | Centrocampista | Rodrygo             | 76' |
| 5     | Centrocampista | Jude Bellingham     | 89' |
| 7     | Centrocampista | Vinícius Júnior     | 88' |
| 9     | Delantero      | Kylian Mbappé       | 83' |
| D. T. | D. T.          | Carlo Ancelotti     |     |

| 1     | Guardameta     | Juan Musso           |     |
| 19    | Defensa        | Berat Djimsiti       |     |
| 4     | Defensa        | Isak Hien            | 90' |
| 23    | Defensa        | Sead Kolašinac       | 71' |
| 77    | Centrocampista | Davide Zappacosta    | 62' |
| 15    | Centrocampista | Marten De Roon       |     |
| 13    | Centrocampista | Éderson              |     |
| 22    | Centrocampista | Matteo Ruggeri       |     |
| 8     | Centrocampista | Mario Pašalić        | 90' |
| 17    | Delantero      | Charles De Ketelaere | 62' |
| 11    | Delantero      | Ademola Lookman      |     |
| D. T. | D. T.          | Gian Piero Gasperini |     |

| 10 | Centrocampista | Luka Modrić   | 76' |
| 21 | Delantero      | Brahim Díaz   | 83' |
| 15 | Centrocampista | Arda Güler    | 88' |
| 17 | Defensa        | Lucas Vázquez | 89' |
| 19 | Centrocampista | Dani Ceballos | 89' |

| 5  | Defensa        | Ben Godfrey     | 62' |
| 32 | Delantero      | Mateo Retegui   | 62' |
| 20 | Defensa        | Mitchel Bakker  | 71' |
| 27 | Defensa        | Marco Palestra  | 90' |
| 44 | Centrocampista | Alberto Manzoni | 90' |

| 59' · 68' | Federico Valverde Kylian Mbappé | 1:0 2:0 |

| 35' · 42' | Jude Bellingham Vinícius Júnior |

| 9' · 64' | Éderson Berat Djimsiti |

| Principal  | Sandro Schärer      |
| Asistentes | Stéphane De Almeida |
|            | Jonas Erni          |
| Cuarto     | Mykola Balakin      |

| VAR            | Bastian Dankert   |
| Asistentes VAR | Fedayi San        |
|                | Christian Dingert |

|                    |     |     |
| Tiros              | 13  | 8   |
| Tiros a puerta     | 5   | 1   |
| Faltas             | 12  | 19  |
| Saques de esquina  | 5   | 2   |
| Fueras de juego    | 0   | 0   |
| Posesión del balón | 53% | 47% |

| Alineación inicial |

| 1     | Guardameta     | Thibaut Courtois    |     |
| 2     | Defensa        | Dani Carvajal       | 89' |
| 3     | Defensa        | Éder Militão        |     |
| 22    | Defensa        | Antonio Rüdiger     |     |
| 23    | Defensa        | Ferland Mendy       |     |
| 8     | Centrocampista | Federico Valverde   |     |
| 14    | Centrocampista | Aurélien Tchouaméni |     |
| 11    | Centrocampista | Rodrygo             | 76' |
| 5     | Centrocampista | Jude Bellingham     | 89' |
| 7     | Centrocampista | Vinícius Júnior     | 88' |
| 9     | Delantero      | Kylian Mbappé       | 83' |
| D. T. | D. T.          | Carlo Ancelotti     |     |

| 1     | Guardameta     | Juan Musso           |     |
| 19    | Defensa        | Berat Djimsiti       |     |
| 4     | Defensa        | Isak Hien            | 90' |
| 23    | Defensa        | Sead Kolašinac       | 71' |
| 77    | Centrocampista | Davide Zappacosta    | 62' |
| 15    | Centrocampista | Marten De Roon       |     |
| 13    | Centrocampista | Éderson              |     |
| 22    | Centrocampista | Matteo Ruggeri       |     |
| 8     | Centrocampista | Mario Pašalić        | 90' |
| 17    | Delantero      | Charles De Ketelaere | 62' |
| 11    | Delantero      | Ademola Lookman      |     |
| D. T. | D. T.          | Gian Piero Gasperini |     |

| 10 | Centrocampista | Luka Modrić   | 76' |
| 21 | Delantero      | Brahim Díaz   | 83' |
| 15 | Centrocampista | Arda Güler    | 88' |
| 17 | Defensa        | Lucas Vázquez | 89' |
| 19 | Centrocampista | Dani Ceballos | 89' |

| 5  | Defensa        | Ben Godfrey     | 62' |
| 32 | Delantero      | Mateo Retegui   | 62' |
| 20 | Defensa        | Mitchel Bakker  | 71' |
| 27 | Defensa        | Marco Palestra  | 90' |
| 44 | Centrocampista | Alberto Manzoni | 90' |

| 59' · 68' | Federico Valverde Kylian Mbappé | 1:0 2:0 |

| 35' · 42' | Jude Bellingham Vinícius Júnior |

| 9' · 64' | Éderson Berat Djimsiti |

| Principal  | Sandro Schärer      |
| Asistentes | Stéphane De Almeida |
|            | Jonas Erni          |
| Cuarto     | Mykola Balakin      |

| VAR            | Bastian Dankert   |
| Asistentes VAR | Fedayi San        |
|                | Christian Dingert |

|                    |     |     |
| Tiros              | 13  | 8   |
| Tiros a puerta     | 5   | 1   |
| Faltas             | 12  | 19  |
| Saques de esquina  | 5   | 2   |
| Fueras de juego    | 0   | 0   |
| Posesión del balón | 53% | 47% |

| Alineación inicial |

| 1     | Guardameta     | Thibaut Courtois    |     |
| 2     | Defensa        | Dani Carvajal       | 89' |
| 3     | Defensa        | Éder Militão        |     |
| 22    | Defensa        | Antonio Rüdiger     |     |
| 23    | Defensa        | Ferland Mendy       |     |
| 8     | Centrocampista | Federico Valverde   |     |
| 14    | Centrocampista | Aurélien Tchouaméni |     |
| 11    | Centrocampista | Rodrygo             | 76' |
| 5     | Centrocampista | Jude Bellingham     | 89' |
| 7     | Centrocampista | Vinícius Júnior     | 88' |
| 9     | Delantero      | Kylian Mbappé       | 83' |
| D. T. | D. T.          | Carlo Ancelotti     |     |

| 1     | Guardameta     | Juan Musso           |     |
| 19    | Defensa        | Berat Djimsiti       |     |
| 4     | Defensa        | Isak Hien            | 90' |
| 23    | Defensa        | Sead Kolašinac       | 71' |
| 77    | Centrocampista | Davide Zappacosta    | 62' |
| 15    | Centrocampista | Marten De Roon       |     |
| 13    | Centrocampista | Éderson              |     |
| 22    | Centrocampista | Matteo Ruggeri       |     |
| 8     | Centrocampista | Mario Pašalić        | 90' |
| 17    | Delantero      | Charles De Ketelaere | 62' |
| 11    | Delantero      | Ademola Lookman      |     |
| D. T. | D. T.          | Gian Piero Gasperini |     |

| 10 | Centrocampista | Luka Modrić   | 76' |
| 21 | Delantero      | Brahim Díaz   | 83' |
| 15 | Centrocampista | Arda Güler    | 88' |
| 17 | Defensa        | Lucas Vázquez | 89' |
| 19 | Centrocampista | Dani Ceballos | 89' |

| 5  | Defensa        | Ben Godfrey     | 62' |
| 32 | Delantero      | Mateo Retegui   | 62' |
| 20 | Defensa        | Mitchel Bakker  | 71' |
| 27 | Defensa        | Marco Palestra  | 90' |
| 44 | Centrocampista | Alberto Manzoni | 90' |

| 59' · 68' | Federico Valverde Kylian Mbappé | 1:0 2:0 |

| 35' · 42' | Jude Bellingham Vinícius Júnior |

| 9' · 64' | Éderson Berat Djimsiti |

| Principal  | Sandro Schärer      |
| Asistentes | Stéphane De Almeida |
|            | Jonas Erni          |
| Cuarto     | Mykola Balakin      |

| VAR            | Bastian Dankert   |
| Asistentes VAR | Fedayi San        |
|                | Christian Dingert |

|                    |     |     |
| Tiros              | 13  | 8   |
| Tiros a puerta     | 5   | 1   |
| Faltas             | 12  | 19  |
| Saques de esquina  | 5   | 2   |
| Fueras de juego    | 0   | 0   |
| Posesión del balón | 53% | 47% |

| Alineación inicial |

| 1     | Guardameta     | Thibaut Courtois    |     |
| 2     | Defensa        | Dani Carvajal       | 89' |
| 3     | Defensa        | Éder Militão        |     |
| 22    | Defensa        | Antonio Rüdiger     |     |
| 23    | Defensa        | Ferland Mendy       |     |
| 8     | Centrocampista | Federico Valverde   |     |
| 14    | Centrocampista | Aurélien Tchouaméni |     |
| 11    | Centrocampista | Rodrygo             | 76' |
| 5     | Centrocampista | Jude Bellingham     | 89' |
| 7     | Centrocampista | Vinícius Júnior     | 88' |
| 9     | Delantero      | Kylian Mbappé       | 83' |
| D. T. | D. T.          | Carlo Ancelotti     |     |

| 1     | Guardameta     | Juan Musso           |     |
| 19    | Defensa        | Berat Djimsiti       |     |
| 4     | Defensa        | Isak Hien            | 90' |
| 23    | Defensa        | Sead Kolašinac       | 71' |
| 77    | Centrocampista | Davide Zappacosta    | 62' |
| 15    | Centrocampista | Marten De Roon       |     |
| 13    | Centrocampista | Éderson              |     |
| 22    | Centrocampista | Matteo Ruggeri       |     |
| 8     | Centrocampista | Mario Pašalić        | 90' |
| 17    | Delantero      | Charles De Ketelaere | 62' |
| 11    | Delantero      | Ademola Lookman      |     |
| D. T. | D. T.          | Gian Piero Gasperini |     |

| 10 | Centrocampista | Luka Modrić   | 76' |
| 21 | Delantero      | Brahim Díaz   | 83' |
| 15 | Centrocampista | Arda Güler    | 88' |
| 17 | Defensa        | Lucas Vázquez | 89' |
| 19 | Centrocampista | Dani Ceballos | 89' |

| 5  | Defensa        | Ben Godfrey     | 62' |
| 32 | Delantero      | Mateo Retegui   | 62' |
| 20 | Defensa        | Mitchel Bakker  | 71' |
| 27 | Defensa        | Marco Palestra  | 90' |
| 44 | Centrocampista | Alberto Manzoni | 90' |

| 59' · 68' | Federico Valverde Kylian Mbappé | 1:0 2:0 |

| 35' · 42' | Jude Bellingham Vinícius Júnior |

| 9' · 64' | Éderson Berat Djimsiti |

| Principal  | Sandro Schärer      |
| Asistentes | Stéphane De Almeida |
|            | Jonas Erni          |
| Cuarto     | Mykola Balakin      |

| VAR            | Bastian Dankert   |
| Asistentes VAR | Fedayi San        |
|                | Christian Dingert |

|                    |     |     |
| Tiros              | 13  | 8   |
| Tiros a puerta     | 5   | 1   |
| Faltas             | 12  | 19  |
| Saques de esquina  | 5   | 2   |
| Fueras de juego    | 0   | 0   |
| Posesión del balón | 53% | 47% |

| Alineación inicial |

|                                |
| Bandera de España              |
| Campeón Real Madrid 6.º título |